# Grbi Do
Grbi Do (cyr. Грби До) – wieś w Czarnogórze, w gminie Podgorica. W 2011 roku liczyła 6 mieszkańców.